# Villa Valmarana Bressan
La villa Valmarana Bressan est une villa veneta d'Andrea Palladio sise à Vigardolo, hameau de la commune de Monticello Conte Otto, dans la province de Vicence et la région Vénétie, en Italie.
Cette villa, ainsi que vingt-trois autres et le centre historique de la ville de Vicence sont inscrits sur la liste du patrimoine mondial de l'UNESCO.

## Historique

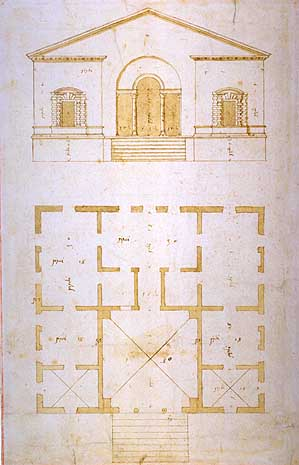
Plan de Palladio conservé à Londres (RIBA XVII/2R).

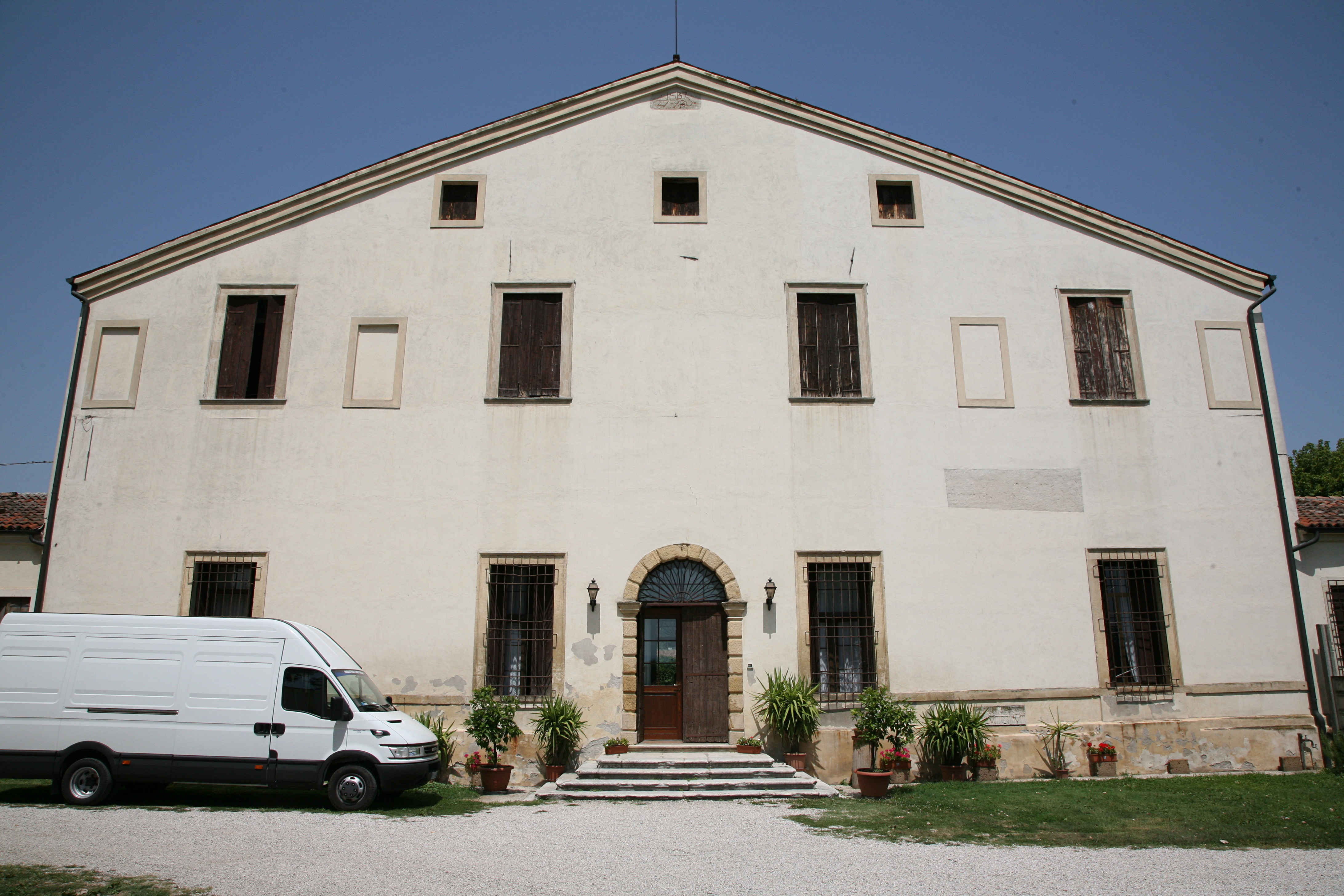
La façade postérieure.

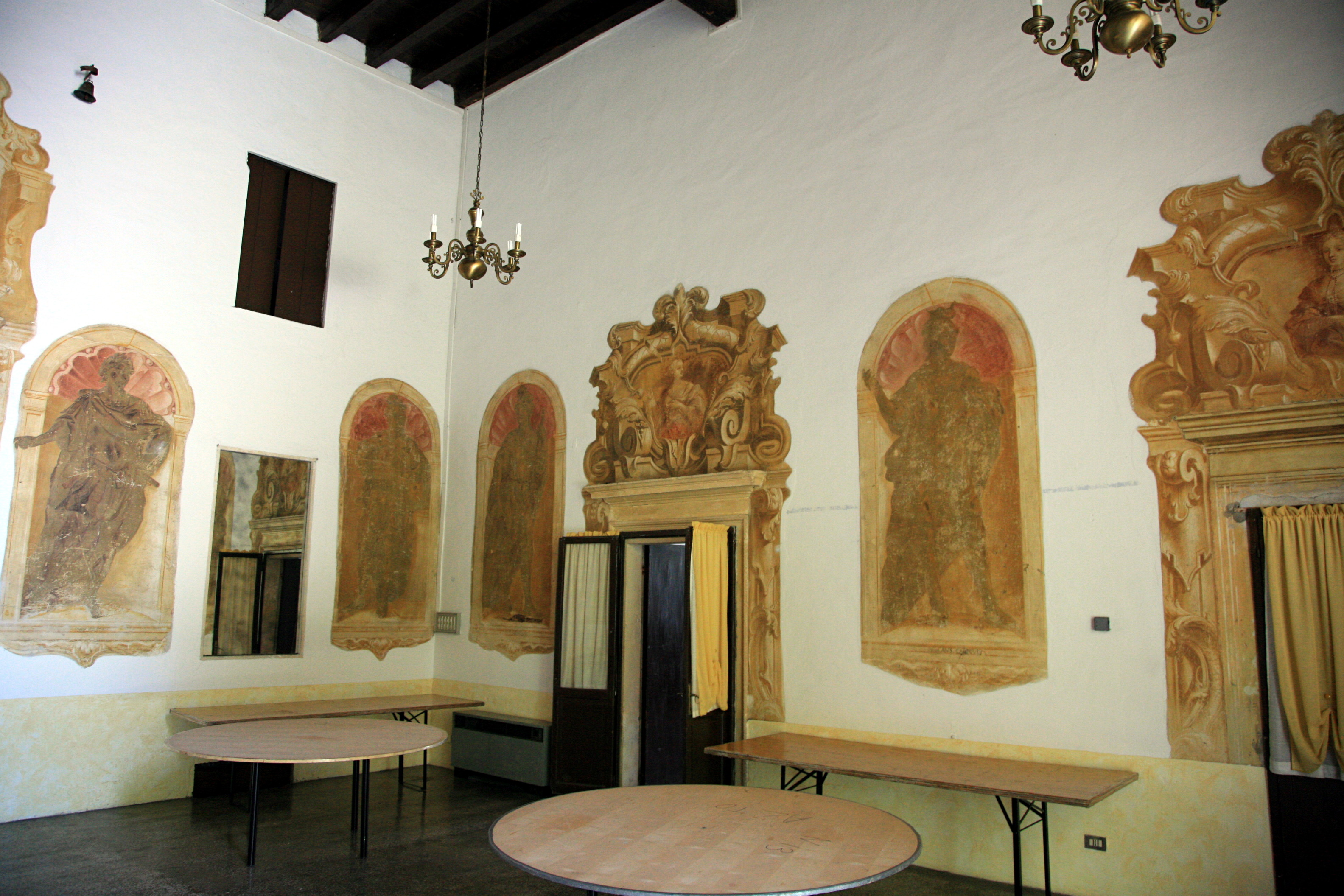
Une vue de l'intérieur.

Au début des années 1540, Andrea Palladio dresse les plans d'une petite villa pour les deux cousins Giuseppe et Antonio Valmarana, sur une propriété foncière dont ils sont les héritiers, à Vigardolo, à quelques kilomètres au nord de Vicence. La nécessité de loger deux ménages dans l'édifice peut expliquer la disposition singulière des pièces, organisée en deux appartements autonomes et symétriques, accessibles à partir des parties communes aux deux cousins, le salon, situé à l'arrière et la loggia frontale.
La date assez précoce place le projet pour cette villa parmi les premières œuvres autonomes de l'architecte, qu'atteste une riche série de dessins de Palladio, dont l'un, conservé au Royal Institute of British Architects à Londres (RIBA XVII/2r), est de toute évidence le travail préparatoire de l'édifice. Les différences entre le dessin et la réalisation finale peuvent s'expliquer par les difficultés rencontrées lors de la phase de construction : dans la villa  sont manquants le haut podium où devaient se situer, en sous-sol, les pièces des domestiques (sans doute irréalisable en raison de la présence de nombreux cours d'eau) et le fronton interrompu, alors qu'une mezzanine a été ajoutée. Par ailleurs, le plafond de la loggia est droit au lieu d'être voûté. Des fragments de décoration pariétale témoignent que la villa était, à l'origine, entièrement peinte à fresque.
Il s'agit en définitive d'un projet de transition, dans lequel nous trouvons cependant et pour la première fois complètement formulés, les traits caractéristiques du langage de Palladio. Dans la villa, sont en effet présents des éléments propres à la tradition vicentine en matière de construction, comme la disposition des pièces, calquée sur celle de la villa Trissino à Cricoli, et tout particulièrement des pièces latérales liées par des rapports proportionnels précis (2:3:5, et précisément 12, 18 et 30 pieds vicentins).
Toutefois, ces éléments cohabitent avec les suggestions formelles dérivant des grandes structures thermales antiques, étudiées directement par Palladio lors de son premier voyage à Rome en 1541 et très reconnaissables dans la loggia, dans les structures voûtées des pièces et dans la serlienne, utilisée comme un filtre vers l'environnement extérieur.

## Sources
- (it) Cet article est partiellement ou en totalité issu de l’article de Wikipédia en italien intitulé « Villa Valmarana (Vigardolo) » (voir la liste des auteurs) dans sa version du 29 novembre 2008. Il est lui-même issu du texte relatif à la villa Repeta, sur le site du CISA, , lequel a autorisé sa publication (cf  tkt #2008031210017761)